# Impulse (pel·lícula de 1984)
Impulse és una pel·lícula de ciència-ficció thriller estatunidenca del 1984 dirigida per Graham Baker i protagonitzada per Tim Matheson, Meg Tilly i Hume Cronyn. La trama de la pel·lícula tracta sobre els residents d'una petita ciutat rural que comencen a mostrar un comportament estrany i violent després que un petit terratrèmol trenca el segell d'un lloc d'enterrament de residus tòxics i el material tòxic emigre al subministrament de llet local de la ciutat.

## Trama
Stuart (Tim Matheson) i la seva xicota Jennifer (Meg Tilly) vénen a la ciutat per visitar la seva mare hospitalitzada. La parella comença a notar un comportament cada cop més estrany per part de diversos habitants del poble. Encara que Stuart beu la llet local, Jennifer no. A mesura que avança el dia, la gent del poble i Stuart comencen a mostrar signes de comportament sexual violent i extrem. Jennifer visita la seva amiga Margo (Amy Stryker) on observa proves que va trencar el braç del seu fill. Quan Jennifer intenta marxar al seu cotxe, descobreix que els nens li han tallat els pneumàtics. Quan intenta sortir al cotxe de la Margo, els nens l'atrapen al garatge i l'incendien. Jennifer amb prou feines s'escapa amb vida. El metge local (Hume Cronyn) sacrifica la mare de Jennifer i després se suicida. Stuart descobreix que el germà de Jennifer, Eddie (Bill Paxton) té sentiments incestuosos per ella i el mata. A mesura que la ciutat baixa al caos i Stuart es torna violent, Jennifer fuig en una camioneta però es queda atrapada fora de la ciutat.
Al mateix temps, Stuart s'escapa al bosc on descobreix la volta de residus tòxics recentment reparada que segueix fins a la instal·lació de llet. Després comença a caminar de tornada a la ciutat, però es troba amb Jennifer a la camioneta atrapada. Ell ajuda a alliberar el camió, després l'adverteix que, com a única persona no infectada, ha de marxar, però té la intenció de tornar a la ciutat per ajudar-lo com pugui. Aleshores, es veuen dos homes carregant un bipla amb barrils de líquid. Després de l'enlairament de l'avió, l'Stuart s'acosta a l'altre home el vehicle del govern del qual està ple de ràdios, on sent parlar de ruixar la ciutat. Stuart dedueix que aquest home té alguna connexió amb els esdeveniments de la ciutat, però quan s'enfronta a l'home, abat a Stuart amb una escopeta. Jennifer, que s'havia girat per tornar a la ciutat, veu com l'home mata el seu xicot. Aleshores corre a l'home amb la seva camioneta i el mata. Hi ha vistes de la ciutat lliterada amb cadàvers i una notícia que les agències governamentals no tenen cap explicació per a la mort massiva de tota la ciutat. Jennifer marxa mentre el sol es pon.

## Repartiment
- Tim Matheson com Stuart
- Meg Tilly com a Jennifer
- Hume Cronyn com el Dr. Carr
- John Karlen com a Bob Russell
- Bill Paxton com a Eddie
- Amy Stryker com a Margo
- Claude Earl Jones com a xèrif
- Robert Wightman com a Howard
- Lorinne Vozoff com a Sra. Russell
- Peter Jason com a Home en camió